# 아제르바이잔 철도

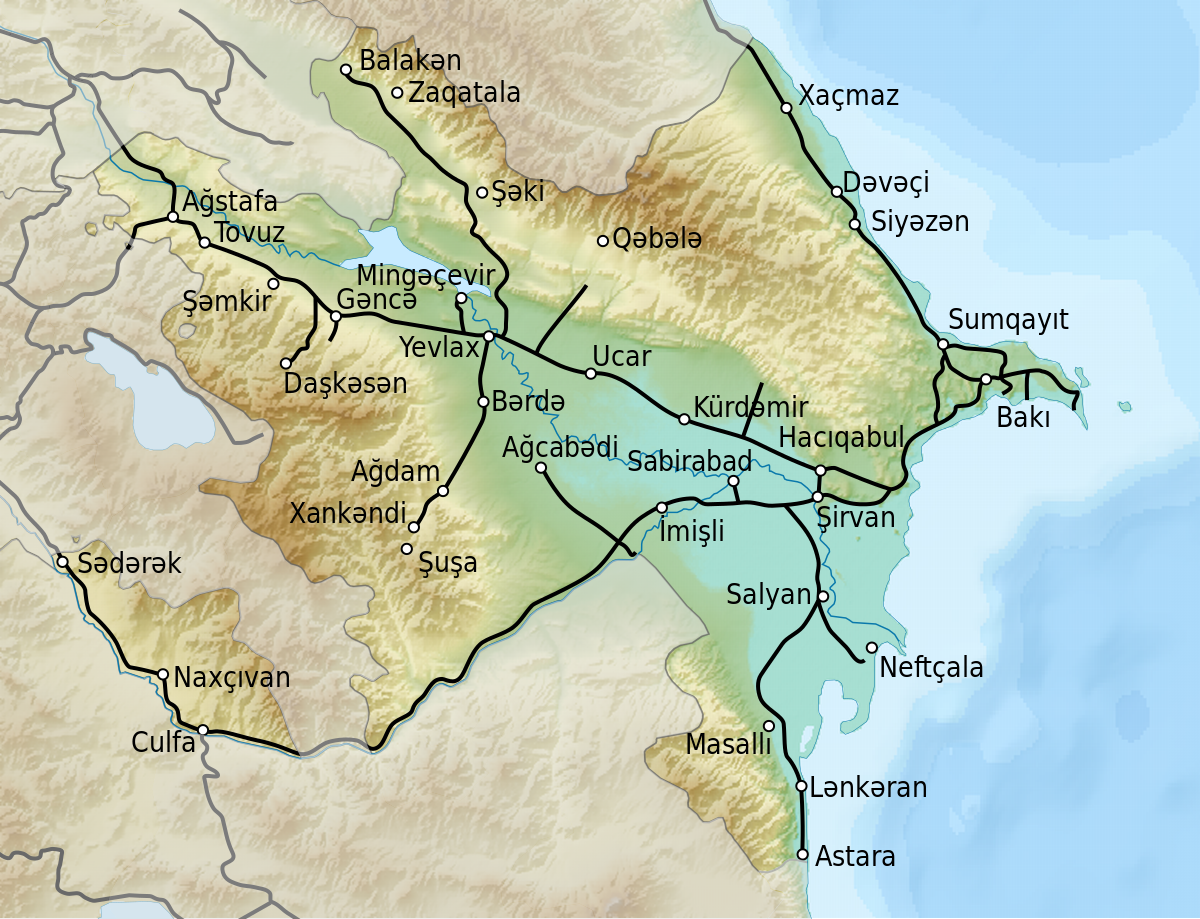
철로 지도 (현재)

아제르바이잔 철도(Azerbaijan Railways, Azərbaycan Dəmir Yolları)는 아제르바이잔 국유 철도 수송 운용사이다. 2,918킬로미터, 1,520밀리미터 궤간망이 3 kV(3000V) 직류(DC)로 전철화되어있다. 아제르바이잔 철도의 본사는 수도 바쿠에 있다. 소비에트 철도의 뒤를 잇는다.

## 같이 보기
- 아제르바이잔